# هرمان‌میلر
شرکت میلرنول (به انگلیسی: MillerKnoll, Inc)که تحت عنوان هرمان‌میلر (به انگلیسی: Herman Miller) تجارت می‌کند؛ یک شرکت آمریکایی است که مبلمان اداری، تجهیزات و لوازم خانگی را تولید می‌کند، که در سال ۱۹۰۵ میلادی با عنوان شرکت مبلمان استار تأسیس شد. در ابتدا این شرکت مبلمان، به ویژه مبلمان سوئیت‌های اتاق خواب، به سبک احیاءگری تاریخی تولید می‌کرد.
از معروف‌ترین طرح‌های تولیدی آن می‌توان به صندلی آئرون، میز نوگوچی، مبل مارشمالو، صندلی میرا و صندلی راحتی ایمز اشاره کرد. هرمان‌میلر همچنین با اختراع کیوبیکل (اتاقک) اداری در سال ۱۹۶۸ میلادی (که در ابتدا به عنوان «دفتر اقدام» شناخته می‌شد) توسط رابرت پراپست، مدیر تحقیقاتی آن زمان، شناخته می‌شود.